# 坂口由美子
坂口 由美子（さかぐち ゆみこ、1957年- ）は日本の国学の研究者（平安文学）であり、文筆家であり教育者

## 履歴
学習院大学大学文学部卒、学習院大学大学院修士課程修了。
その後学習院女子中・高等科に教員として奉職し、典子女王や眞子内親王など皇族の子女の教育に携わる。
角川ソフィア文庫・ビギナーズ・クラシックス『万葉集』『枕草子』『蜻蛉日記』『伊勢物語』『堤中納言物語』の執筆を担当した。令和元年（2019年）発刊の監修書では、元・学習院女子中・高等科教諭と記載されている。

## 人物
典子女王の婚約にあたっては「随分立派になられてうれしい。幸せをお祈りする」と喜び、高校2年の学芸会で、歌劇「アイーダ」で男役を熱演した典子さまを、「ものすごく歌が上手で音域が広い。所作も格好が良かった」と懐かしんだ
。
秋篠宮文仁親王、文仁親王妃紀子の信任も厚く、3年間にわたり学習院女子高等科時代の眞子内親王の担任を勤めた。眞子内親王と小室圭の婚約内定が発表されたときメディアの取材に対し、「眞子さまはとてもふさわしい方をお選びになった。温かい家庭を築いて頂ければ」と祝福の言葉を述べている。

## 著作
- 『枕草子：ビギナーズ・クラシックス日本の古典』、角川書店編、角川ソフィア文庫、2001.7
- 『万葉集：ビギナーズ・クラシックス日本の古典』、角川書店編、角川ソフィア文庫、2001.11
- 『蜻蛉日記：ビギナーズ・クラシックス日本の古典』、角川書店編、角川文庫、2002.1
- 『伊勢物語:ビギナーズ・クラシックス日本の古典』、坂口由美子著、角川ソフィア文庫、2007.12
- 『堤中納言物語:ビギナーズ・クラシックス日本の古典』、坂口由美子著、角川ソフィア文庫、2009.12
- 『「令和」に親しむ万葉集なぞり書き』、坂口由美子監修、尾崎洋子書、KADOKAWA、2019.7